# Mnemòsine (papallona)
La mnemòsine (Parnassius mnemosyne) és una espècie de lepidòpter papilionoïdeu de la família dels papiliònids (Papilionidae) característica de les grans cadenes muntanyoses d'Europa i part d'Àsia, incloent-hi els Països Catalans.

## Descripció

### Imago

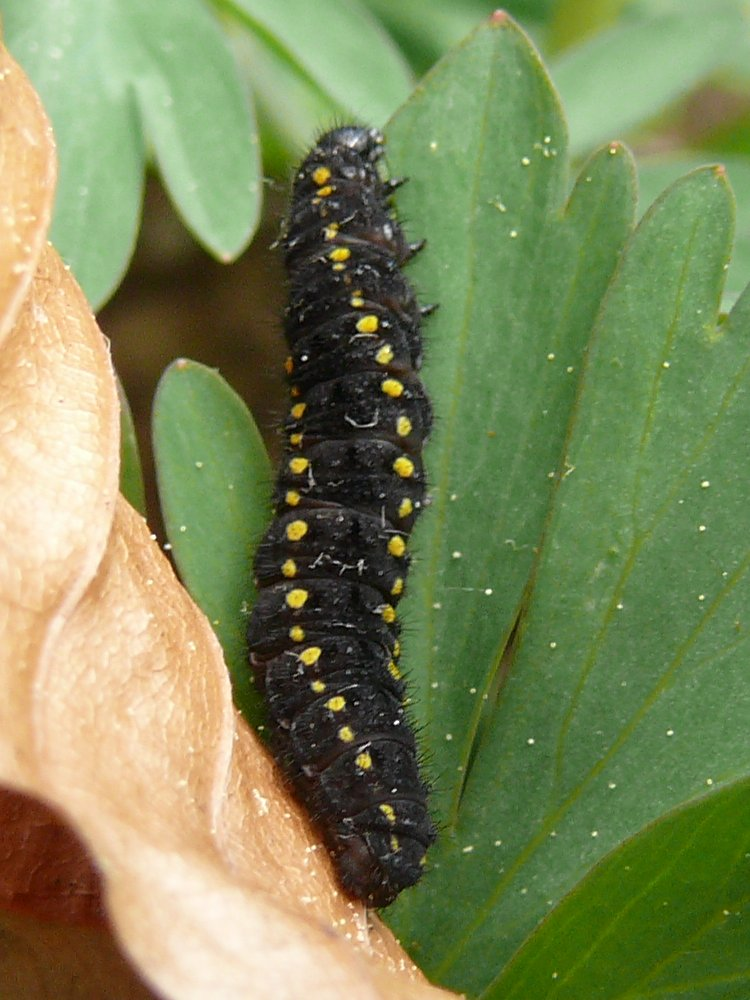
Eruga (Baviera, Alemanya)

Té una envergadura alar entre 52 i 62 mm. És blanca amb dos punts negres discals a la cel·la de les ales anteriors, i dos més discals a les posteriors, tot i que un més marcat que l'altre. Té ales posteriors a la regió marginal i submarginal sense escates, translúcides. A causa de l'aïllament reproductiu, hi ha certa diversificació en el dibuix alar entre poblacions.

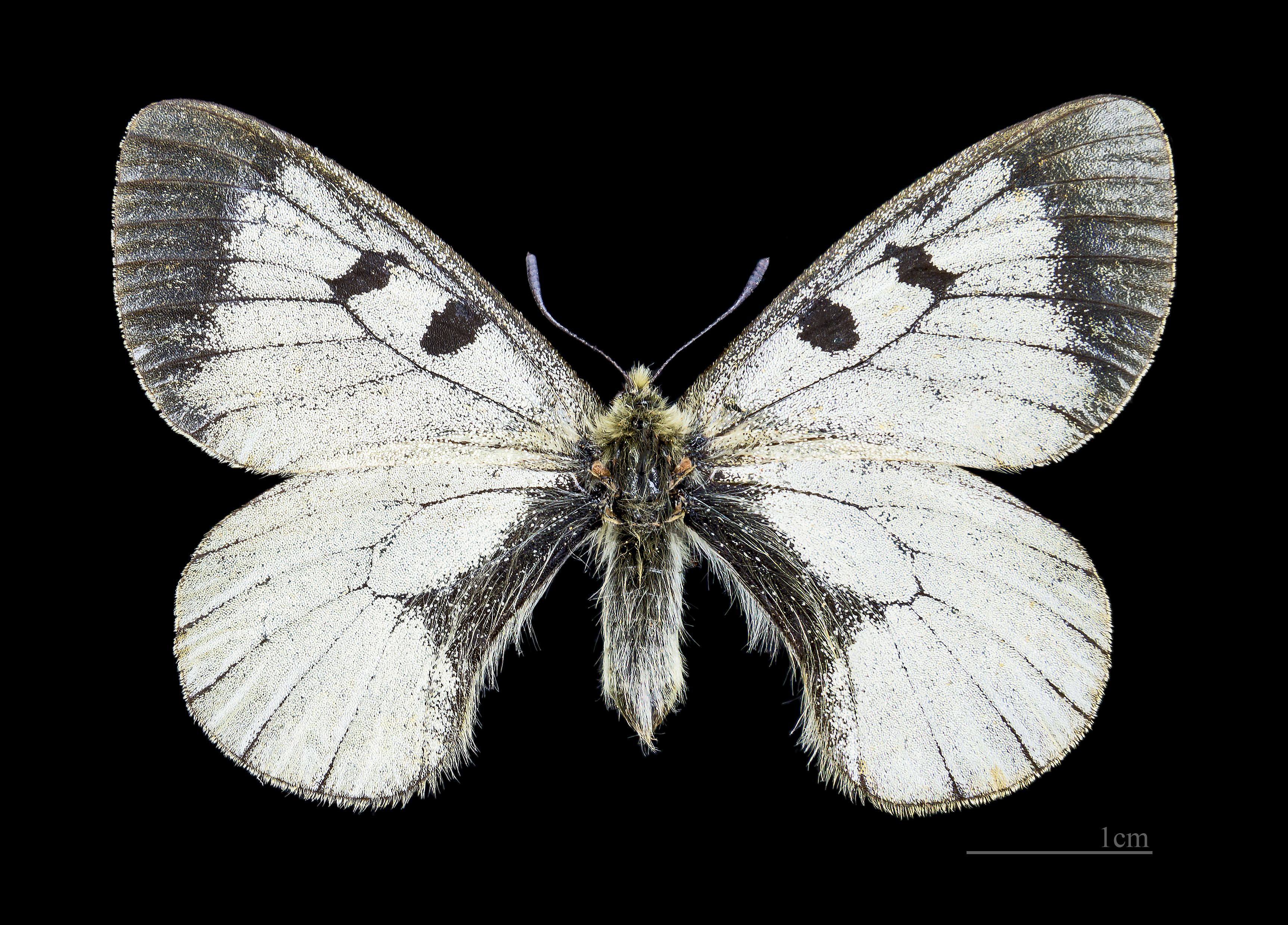
♂
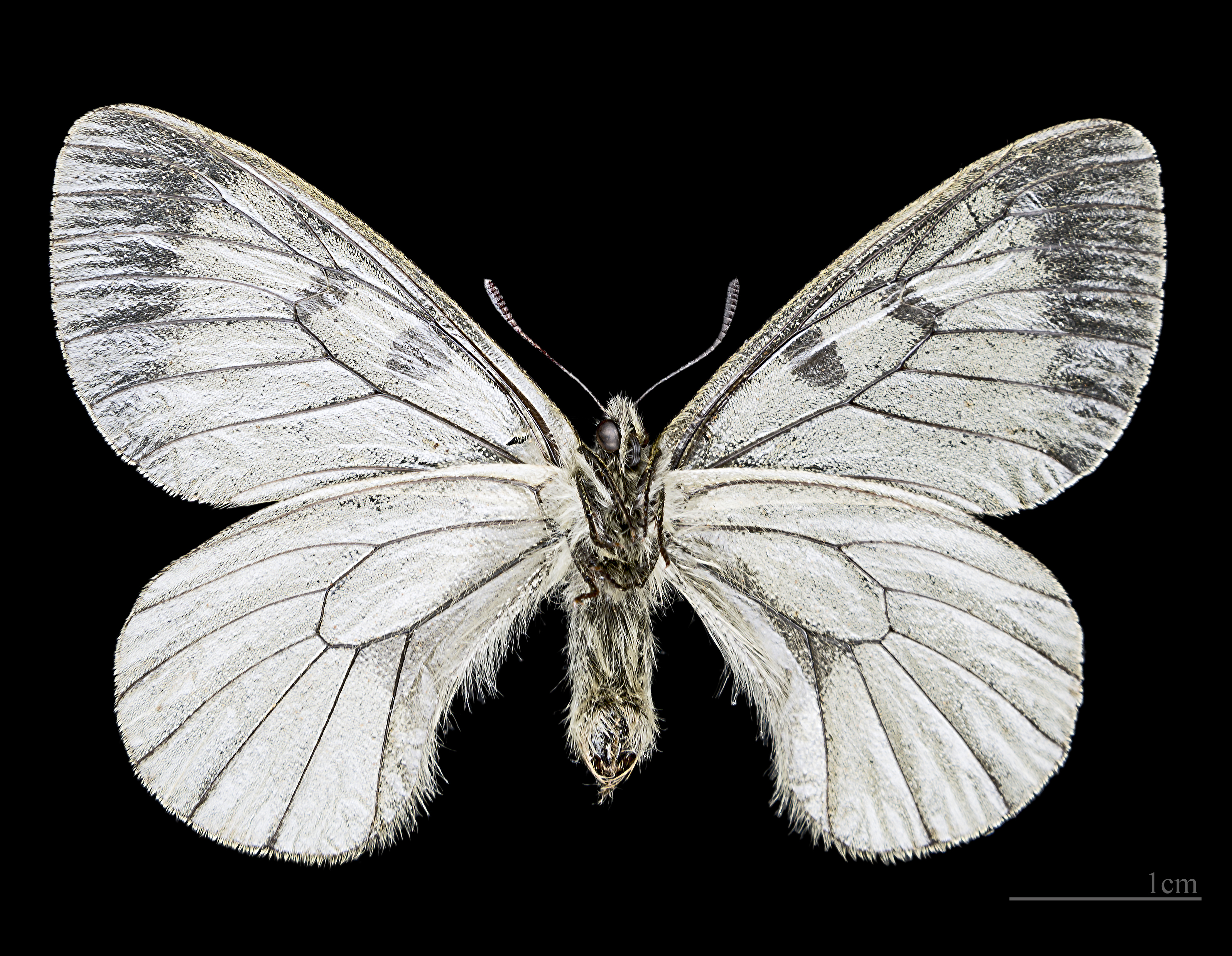
♂ △.
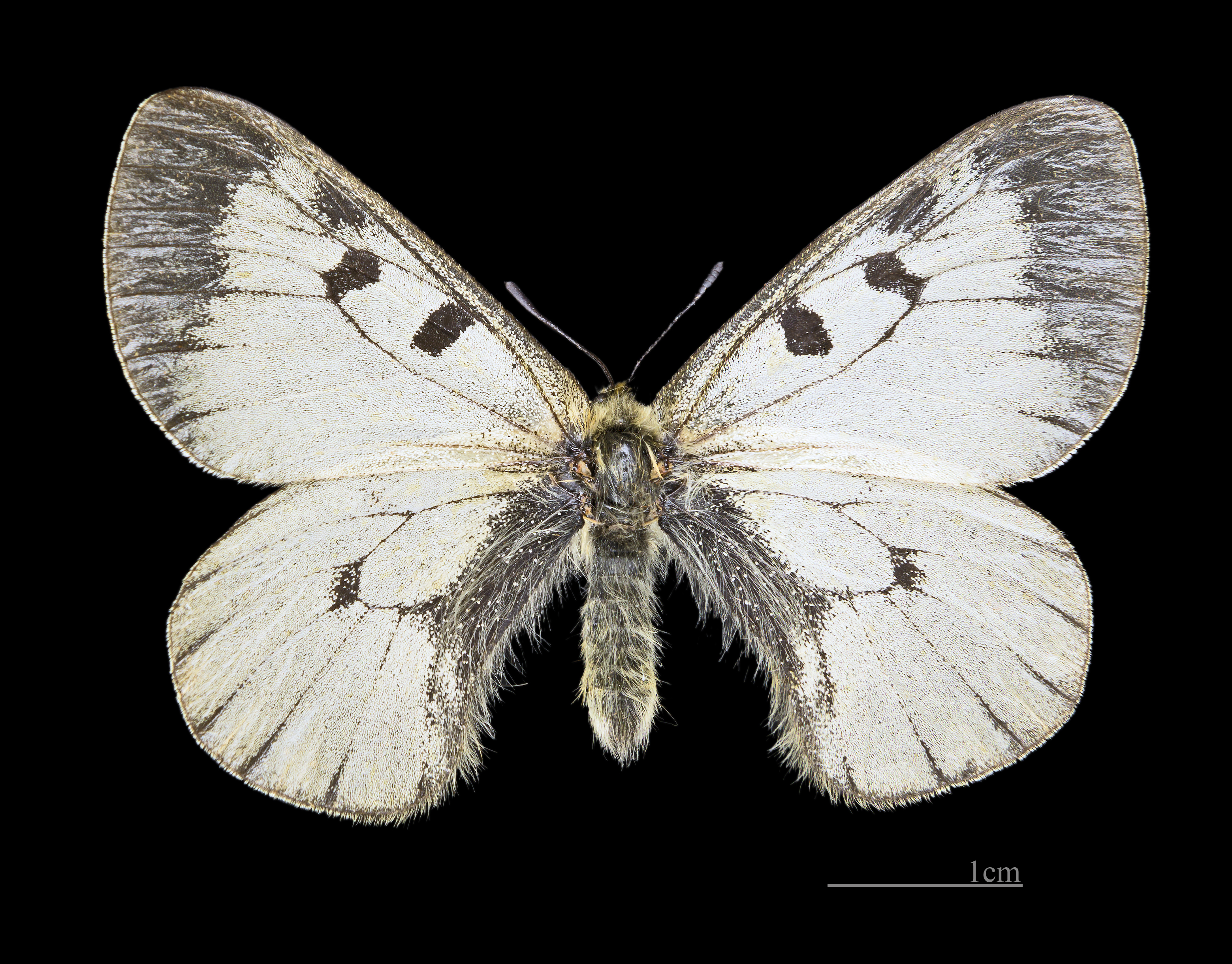
♀
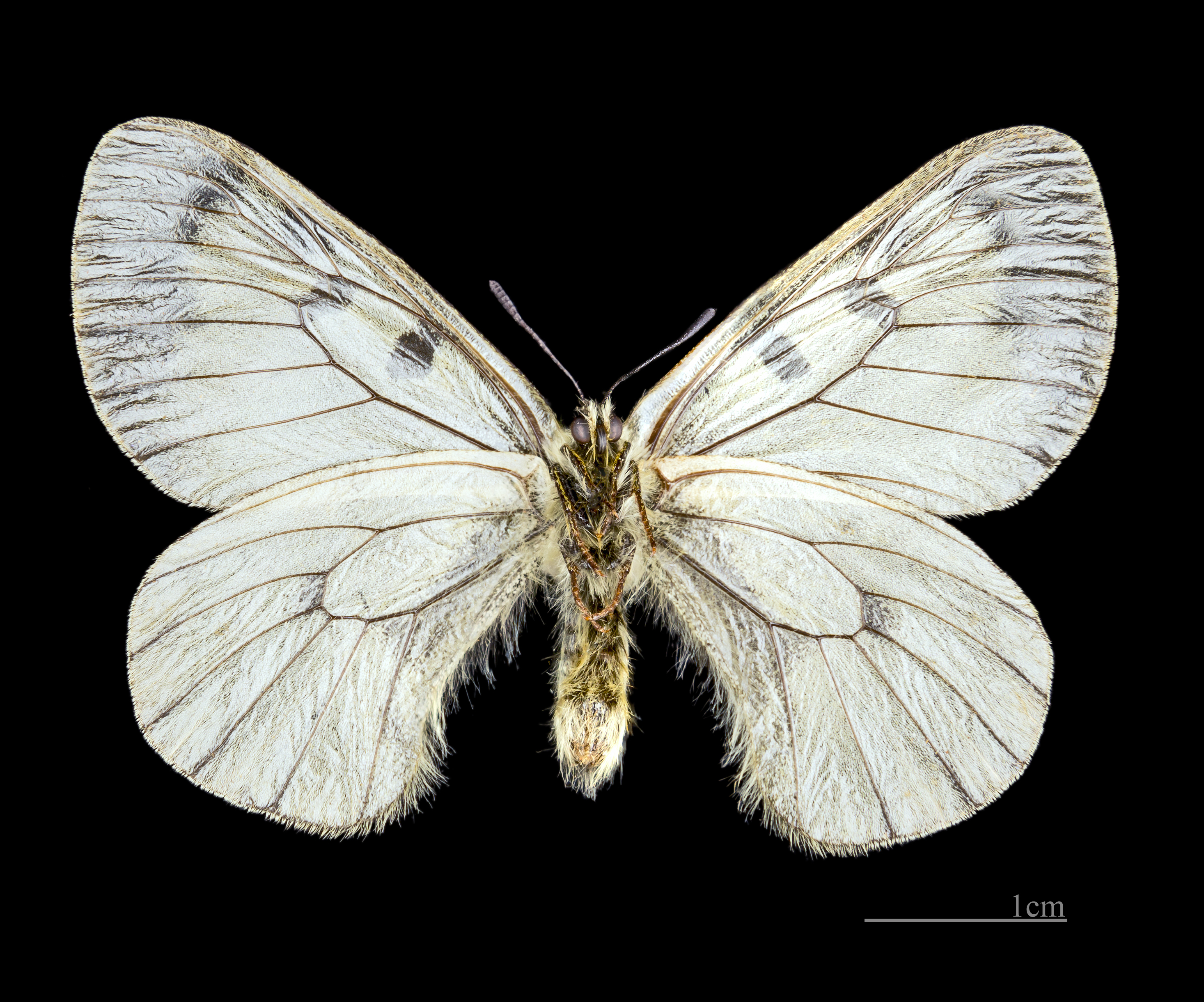
♀ △.

### Eruga
Fa fins a 42 mm de longitud. De cos negre vellut, recoberta de petits pèls, i amb una línia de punts ataronjats per sobre dels espiracles. Com molts altres papiliònids, presenten un osmeteri entre el cap i el tòrax que desprèn una olor desagradable, un sistema per a dissuadir els depredadors.

## Distribució
Similar al cas de P. apollo, amb la pujada de temperatures a Euràsia després de la darrera glaciació, es quedaren poblacions aïllades en latituds elevades o en serralades, zones on encara es conservava en part el clima a què estaven adaptades. Es troba principalment als Pirineus, centre i nord d'Europa, Balcans, Turquia, Transcaucàsia, Líban, Síria, l'Iraq, l'Iran, Afganistan, centre dels Urals, Sibèria i Tian Shan, i són per tant les poblacions als Pirineus les més occidentals. Tot i tenir una àrea de distribució àmplia, només es troba en nuclis de població molt concrets, cosa que la converteix en una espècie relativament rara.

## Hàbitat
Variat, allà on es trobin les plantes nutrícies de l'eruga, abastint clarianes de bosc poc densos de coníferes o caducifolis, zones d'herba baixa, pendents rocosos, normalment llocs humits, però també en secs. La larva s'alimenta principalment de Corydalis solida, C. bulbosa i C. intermedia. Al Pirineu, prefereix boscos clars i humits de coníferes.

## Període de vol i hibernació
Una única generació per any. Els imagos volen d'abril a agost, depenent de l'altitud i localitat. Hiberna com a eruga ja formada dins de l'ou, més rarament es desclou i passa l'estació com a eruga sota les roques.

## Costums
La femella pon els ous sobre les plantes nutrícies pansides, així com sobre altres plantes mortes o roques.